# 1418
Cette page concerne l'année 1418  du calendrier julien.
L'année 1418 est une année commune qui commence un samedi.

## Événements
- 7 février : début de la révolte de Lê Loi contre la domination chinoise au Viêt Nam[1].
- 10 août : abdication de Taejong, roi de la dynastie coréenne Chosŏn[2]. Avènement de Sejong le Grand.
- 12 août : Ceuta, occupé par le Portugal depuis 1415, est attaqué conjointement par terre et par mer par les Maures de Grenade et du Maroc[3]. Une expédition de secours conduite par les infants Henri et Jean, parvient à lever le siège.
  - De retour de Ceuta, le prince portugais Henri le Navigateur, fils cadet du roi Jean Ier de Portugal, lance les premiers voyages d'exploration portugais. Il décide de découvrir et d’évangéliser les populations noires du Sahara. Installé à Sagres, il engage plusieurs navigateurs chargés d’explorer le littoral occidental de l’Afrique[4]. La noblesse s’oppose à cette politique, qui est soutenue par la bourgeoisie.

- Le Djaghataïde Vaïs-khan règne sur le bassin du Tarim et sur l’Ili, en Asie centrale (fin en 1428). Il travaille à l’irrigation de l’oasis de Tourfan et lutte contre les Oïrats qui le font prisonnier à deux reprises[5].

### Europe
- 31 janvier : Mihail Ier de Valachie devient voïévode de Valachie (fin en 1420)[6].
- 10 mars : Jacqueline de Bavière, héritière du Hainaut, de la Hollande, de la Frise et de la Zélande (1417) épouse à La Haye Jean IV de Brabant[7]
- 22 mars : Nicolas Flamel mourut
- 22 avril : fermeture du concile de Constance[8].
- 2 mai : publication par Martin V des concordats de Constance entre le Saint-Siège et les différentes nations (Angleterre, France, Allemagne, Espagne)[9].
- 16 mai : le pape Martin V part pour Rome où il entre le 22 septembre 1420 après un séjour à Genève, à Mantoue (fin octobre) puis à Florence[10].
- 21 mai : l’humaniste italien Pietro Paolo Vergerio l'Ancien quitte Constance pour Buda avec l'empereur Sigismond et devient son secrétaire[11].
- 29 mai : prise de Paris par Jean sans Peur, duc de Bourgogne. Dans la nuit du 28 au 29 mai, un certain Perrinet Le Clair, fils d’un marchand de fer, ouvre à Jean de Villiers de L'Isle-Adam, capitaine bourguignon, la porte Saint-Germain[12].
- 1er juin : le dauphin Charles s'enfuit de Paris pour se réfugier à Bourges où il est le 21[13].
- 12 juin : les bouchers de Paris forcent les portes des prisons et égorgent tous les Armagnacs détenus, dont Bernard VII d'Armagnac[12]. Massacre de deux mille personnes.
- 24 juin : le dauphin, de sa propre autorité, prend le titre de régent du royaume de France[14]. En septembre, il institue par lettres patentes le parlement à Poitiers.
- 14 juillet : Isabeau de Bavière et Jean sans Peur entrent à Paris[15].
- 25 juillet : réunion du Parlement de Paris dominé par les Bourguignons[16].
- 29 juillet : les Anglais entament le siège de Rouen qui s'achèvera le 19 janvier 1419[17].
- 21 août au 30 août : nouveaux massacres d'Armagnacs, à la Bastille et dans les prisons de Paris[13].
- 22 août : Cherbourg se rend aux Anglais[18].
- 16 septembre : traité de Saint-Maur[13].
- 11 décembre : le Piémont est définitivement incorporé aux États de Savoie à la mort de Louis de Savoie-Achaïe [19].

- 21 septembre : création d'un Parlement de Poitiers par l'ordonnance de Niort[13].